# 山善工業
山善工業株式会社は、フォークリフト、高所作業車をはじめとする特殊車両の修理、点検、販売している企業。山口県下関市長府扇町に会社を置く。

## 概要
特殊車両の修理、点検、販売を主体としている。また、冷凍冷蔵機器・空調設備・油圧機器の修理、点検も手がけている。最近では鉄やアルミニウムを用いたオーダーメイド製品の製作販売やフォークリフト・高所作業車に取り付けるアタッチメント製作販売にも力を入れている。

## 沿革
- 1963年（昭和38年）11月 - 鋼船船体ブロック組立、艤装および修理、鉄工工事施工を主とする株式会社山口工業所を設立（林兼造船株式会社　下関市彦島本村工場の下請会社として創業）
- 1974年（昭和49年）11月 - 山善工業株式会社に 商号変更。
- 1986年（昭和61年）5月 - 林兼造船株式会社下関市彦島本村工場閉鎖に伴い、自動車関連部門へ本格的に進出、この頃フォークリフトの修理を始める。
- 1988年（昭和63年）10月 - 用地購入、工場建設に伴い産業機器部門へ進出。
- 2003年（平成15年）2月 - 本社所在地を長府扇町に移転。

## 事業内容
- 産業機械及び輸送機械・省力化機器の開発設計施工、冷凍冷蔵設備・空調設備・油圧機器設計施工
- 海上コンテナ、リーファー等輸送用冷凍機販売修理
- フォークリフト、車両系建設機械及び高所作業車の特定自主検査業、新車・中古車販売
- 一般自動車車検、法定点検、新車・中古車販売
- 一般機械、機器、工具販売